# Aleksej Isaev (calciatore)
Aleksej Aleksandrovič Isaev (in russo Алексей Александрович Исаев?; in azero Aleksey Aleksandr oğlu İsayev; Krasnojarsk, 9 novembre 1995) è un calciatore russo naturalizzato azero, centrocampista del Qarabağ e della nazionale azera.

## Carriera

### Club
Ha giocato nella prima divisione azera e nella seconda divisione russa.

### Nazionale
Il 24 marzo 2021 ha debuttato con la nazionale azera giocando l'incontro perso 1-0 contro il Portogallo, valido per le qualificazioni al campionato mondiale di calcio 2022.

## Statistiche

### Presenze e reti nei club
Statistiche aggiornate al 13 aprile 2021.
| Stagione        | Squadra         | Campionato      | Campionato | Campionato | Coppe nazionali | Coppe nazionali | Coppe nazionali | Coppe continentali | Coppe continentali | Coppe continentali | Altre coppe | Altre coppe | Altre coppe | Totale | Totale |
| Stagione        | Squadra         | Comp            | Pres       | Reti       | Comp            | Pres            | Reti            | Comp               | Pres               | Reti               | Comp        | Pres        | Reti        | Pres   | Reti   |
| --------------- | --------------- | --------------- | ---------- | ---------- | --------------- | --------------- | --------------- | ------------------ | ------------------ | ------------------ | ----------- | ----------- | ----------- | ------ | ------ |
| 2014-2015       | Enisej          | 1D              | 10         | 0          | CR              | 0               | 0               | -                  | -                  | -                  | -           | -           | -           | 10     | 0      |
| 2015-2016       | Enisej          | 1D              | 19         | 2          | CR              | 0               | 0               | -                  | -                  | -                  | -           | -           | -           | 19     | 2      |
| lug.-.ago 2016  | Enisej          | 1D              | 6          | 1          | CR              | 1               | 0               | -                  | -                  | -                  | -           | -           | -           | 7      | 1      |
| Totale Enisej   | Totale Enisej   | Totale Enisej   | 35         | 3          |                 | 1               | 0               |                    | -                  | -                  |             | -           | -           | 36     | 3      |
| ago. 2016-2017  | Zenit-2         | 1D              | 24         | 0          | -               | -               | -               | -                  | -                  | -                  | -           | -           | -           | 24     | 0      |
| 2017-2018       | Enisej          | 1D              | 25         | 2          | CR              | 2               | 1               | -                  | -                  | -                  | -           | -           | -           | 27     | 3      |
| 2018-2019       | Sumqayıt        | PL              | 27         | 0          | CA              | 4               | 0               | -                  | -                  | -                  | -           | -           | -           | 31     | 0      |
| 2019-2020       | Sumqayıt        | PL              | 11         | 0          | CA              | 1               | 0               | -                  | -                  | -                  | -           | -           | -           | 12     | 0      |
| Totale Sumqayıt | Totale Sumqayıt | Totale Sumqayıt | 38         | 0          |                 | 5               | 0               |                    | -                  | -                  |             | -           | -           | 43     | 0      |
| 2020-2021       | Sabah           | PL              | 15         | 1          | CA              | 0               | 0               | -                  | -                  | -                  | -           | -           | -           | 15     | 1      |
| Totale carriera | Totale carriera | Totale carriera | 137        | 6          |                 | 8               | 1               |                    | -                  | -                  |             | -           | -           | 145    | 7      |

### Cronologia presenze e reti in nazionale
| Cronologia completa delle presenze e delle reti in nazionale ― Azerbaigian | Cronologia completa delle presenze e delle reti in nazionale ― Azerbaigian | Cronologia completa delle presenze e delle reti in nazionale ― Azerbaigian | Cronologia completa delle presenze e delle reti in nazionale ― Azerbaigian | Cronologia completa delle presenze e delle reti in nazionale ― Azerbaigian | Cronologia completa delle presenze e delle reti in nazionale ― Azerbaigian | Cronologia completa delle presenze e delle reti in nazionale ― Azerbaigian | Cronologia completa delle presenze e delle reti in nazionale ― Azerbaigian |
| Data                                                                       | Città                                                                      | In casa                                                                    | Risultato                                                                  | Ospiti                                                                     | Competizione                                                               | Reti                                                                       | Note                                                                       |
| -------------------------------------------------------------------------- | -------------------------------------------------------------------------- | -------------------------------------------------------------------------- | -------------------------------------------------------------------------- | -------------------------------------------------------------------------- | -------------------------------------------------------------------------- | -------------------------------------------------------------------------- | -------------------------------------------------------------------------- |
| 24-3-2021                                                                  | Torino                                                                     | Portogallo                                                                 | 1 – 0                                                                      | Azerbaigian                                                                | Qual. Mondiali 2022                                                        | -                                                                          | 85’                                                                        |
| 27-3-2021                                                                  | Debrecen                                                                   | Qatar                                                                      | 2 – 1                                                                      | Azerbaigian                                                                | Amichevole                                                                 | -                                                                          | 56’                                                                        |
| 2-6-2021                                                                   | Minsk                                                                      | Bielorussia                                                                | 1 – 2                                                                      | Azerbaigian                                                                | Amichevole                                                                 | -                                                                          | 75’ 90’                                                                    |
| 6-6-2021                                                                   | Chișinău                                                                   | Moldavia                                                                   | 1 – 0                                                                      | Azerbaigian                                                                | Amichevole                                                                 | -                                                                          |                                                                            |
| 25-3-2022                                                                  | Ta' Qali                                                                   | Malta                                                                      | 1 – 0                                                                      | Azerbaigian                                                                | Amichevole                                                                 | -                                                                          | 64’                                                                        |
| 3-6-2022                                                                   | Astana                                                                     | Kazakistan                                                                 | 2 – 0                                                                      | Azerbaigian                                                                | UEFA Nations League 2022-2023 - 1º turno                                   | -                                                                          | 68’                                                                        |
| 13-6-2022                                                                  | Mərdəkan                                                                   | Azerbaigian                                                                | 2 – 0                                                                      | Bielorussia                                                                | UEFA Nations League 2022-2023 - 1º turno                                   | -                                                                          | 73’                                                                        |
| 22-9-2022                                                                  | Trnava                                                                     | Slovacchia                                                                 | 1 – 2                                                                      | Azerbaigian                                                                | UEFA Nations League 2022-2023 - 1º turno                                   | -                                                                          | 72’                                                                        |
| 25-9-2022                                                                  | Mərdəkan                                                                   | Azerbaigian                                                                | 3 – 0                                                                      | Kazakistan                                                                 | UEFA Nations League 2022-2023 - 1º turno                                   | -                                                                          | 46’                                                                        |
| 16-11-2022                                                                 | Chișinău                                                                   | Moldavia                                                                   | 1 – 2                                                                      | Azerbaigian                                                                | Amichevole                                                                 | 1                                                                          |                                                                            |
| 20-11-2022                                                                 | Skopje                                                                     | Macedonia del Nord                                                         | 1 – 3                                                                      | Azerbaigian                                                                | Amichevole                                                                 | -                                                                          | 59’                                                                        |
| 24-3-2023                                                                  | Linz                                                                       | Austria                                                                    | 4 – 1                                                                      | Azerbaigian                                                                | Qual. Euro 2024                                                            | -                                                                          | 77’                                                                        |
| 27-3-2023                                                                  | Solna                                                                      | Svezia                                                                     | 5 – 0                                                                      | Azerbaigian                                                                | Qual. Euro 2024                                                            | -                                                                          | 45’ 82’                                                                    |
| 17-6-2023                                                                  | Baku                                                                       | Azerbaigian                                                                | 1 – 1                                                                      | Estonia                                                                    | Qual. Euro 2024                                                            | -                                                                          | 80’                                                                        |
| 9-9-2023                                                                   | Mərdəkan                                                                   | Azerbaigian                                                                | 0 – 1                                                                      | Belgio                                                                     | Qual. Euro 2024                                                            | -                                                                          | 62’                                                                        |
| 12-9-2023                                                                  | Mərdəkan                                                                   | Azerbaigian                                                                | 2 – 1                                                                      | Giordania                                                                  | Amichevole                                                                 | -                                                                          | 46’                                                                        |
| 13-10-2023                                                                 | Tallinn                                                                    | Estonia                                                                    | 0 – 2                                                                      | Azerbaigian                                                                | Qual. Euro 2024                                                            | -                                                                          | 69’                                                                        |
| 16-10-2023                                                                 | Baku                                                                       | Azerbaigian                                                                | 0 – 1                                                                      | Austria                                                                    | Qual. Euro 2024                                                            | -                                                                          | 78’                                                                        |
| 16-11-2023                                                                 | Baku                                                                       | Azerbaigian                                                                | 3 – 0                                                                      | Svezia                                                                     | Qual. Euro 2024                                                            | -                                                                          | 75’                                                                        |
| 19-11-2023                                                                 | Bruxelles                                                                  | Belgio                                                                     | 5 – 0                                                                      | Azerbaigian                                                                | Qual. Euro 2024                                                            | -                                                                          | 46’                                                                        |
| 7-6-2024                                                                   | Szombathely                                                                | Albania                                                                    | 3 – 1                                                                      | Azerbaigian                                                                | Amichevole                                                                 | -                                                                          |                                                                            |
| 11-6-2024                                                                  | Szombathely                                                                | Azerbaigian                                                                | 3 – 2                                                                      | Kazakistan                                                                 | Amichevole                                                                 | -                                                                          | 77’                                                                        |
| 5-9-2024                                                                   | Baku                                                                       | Azerbaigian                                                                | 1 – 3                                                                      | Svezia                                                                     | UEFA Nations League 2024-2025 - 1º turno                                   | -                                                                          | 84’                                                                        |
| 8-9-2024                                                                   | Košice                                                                     | Slovacchia                                                                 | 2 – 0                                                                      | Azerbaigian                                                                | UEFA Nations League 2024-2025 - 1º turno                                   | -                                                                          |                                                                            |
| 11-10-2024                                                                 | Tallinn                                                                    | Estonia                                                                    | 3 – 1                                                                      | Azerbaigian                                                                | UEFA Nations League 2024-2025 - 1º turno                                   | -                                                                          | 76’                                                                        |
| 14-10-2024                                                                 | Baku                                                                       | Azerbaigian                                                                | 1 – 3                                                                      | Slovacchia                                                                 | UEFA Nations League 2024-2025 - 1º turno                                   | -                                                                          | 76’                                                                        |
| 16-11-2024                                                                 | Qəbələ                                                                     | Azerbaigian                                                                | 0 – 0                                                                      | Estonia                                                                    | UEFA Nations League 2024-2025 - 1º turno                                   | -                                                                          |                                                                            |
| 19-11-2024                                                                 | Solna                                                                      | Svezia                                                                     | 6 – 0                                                                      | Azerbaigian                                                                | UEFA Nations League 2024-2025 - 1º turno                                   | -                                                                          | 64’                                                                        |
| 22-3-2025                                                                  | Baku                                                                       | Azerbaigian                                                                | 0 – 3                                                                      | Haiti                                                                      | Amichevole                                                                 | -                                                                          | 46’                                                                        |
| Totale                                                                     |                                                                            | Presenze                                                                   | 29                                                                         |                                                                            | Reti                                                                       | 1                                                                          |                                                                            |

## Palmarès

### Club

#### Competizioni nazionali
- Campionato azero: 2

Qarabag: 2023-2024, 2024-2025